# HD 220074
HD 220074 är en röd jättestjärna i Cassiopejas stjärnbild.
Den har visuell magnitud +6,40 och befinner sig på gränsen till att vara synlig för blotta ögat vid mycket god seeing. 

## Planetsystem
Från september 2008 till juni 2012 observerades HD 220074 av Bohyunsan Optical Astronomy Observatory (BOAO). 2012 fastställde astronomerna där närvaron av en exoplanet med vid omloppsbana utifrån förändringarna i radialhastighet. Upptäckten kungjordes i november samma år och exoplaneten fick designationen HD 220074 b. Tillsammans med HD 208527 b tillhör exoplaneten de första som upptäckts vid röda jättar.
| Planet | Massa          | Halv storaxel (AE) | Siderisk omloppstid (d) | Excentricitet | Inklination | Radie |
| ------ | -------------- | ------------------ | ----------------------- | ------------- | ----------- | ----- |
| b      | ≥11,1 ± 1,8 MJ | 1,6 ± 0,1          | 672,1 ± 3,7             | 0,14 ± 0,05   | -           | -     |